# خوان موناكو
خوان موناكو (بالإسبانية: Juan Mónaco)‏ هو لاعب كرة مضرب أرجنتيني من مواليد 29 مارس 1984 بالمدينة الأرجنتينية تانديل والملقب بـ: بيكو.
أعلى وأفضل تصنيف له على لائحة رابطة محترفي كرة المضرب هو التصنيف العاشر(10) وكان ذلك بتاريخ 23 جويلية 2012.

## سيرته
بدأ موناكو ممارسة لعبة كرة المضرب في سن السادسة(6). والده هكتور يعمل كرجل أعمال في حين أن أمه كريستينا تشتغل كمهندسة معمارية.

يذكر أن لموناكو شقيقان. من بين أفضل الرياضات المفضلة لديه لعبتي كرة القدم وكرة السلة. هو مشجع لنادي إستوديانتيس دو لا بلاتا المحلي ونادي سان أنطونيو سبرز الأمريكي لكرة السلة. أرضيته المفضلة هي الأرضيةالرملية (الترابية). يعتبر كل من أندريه أغاسي وماريانو زاباليتا كقدوتين بالنسبة له. غالبا ما يحب قضاء وقته في السينما و فيلميه المفضلان هما: المصارع (فيلم) و300 (فيلم) كما أنه من محبي سلسلة كتب سيد الخواتم

موناكو يتمرن على يد لاعب التنس السابق لويس لوبو وذلك منذ أواخر موسم 2010. كما أنه تدرب على يد ماريانو زاباليتا

## روابط إضافية
- خوان موناكو على موقع رابطة محترفي التنس (الإنجليزية)
- خوان موناكو على موقع الاتحاد الدولي لكرة المضرب (الإنجليزية)
- خوان موناكو على موقع كأس ديفيز (الإنجليزية)
- خوان موناكو على موقع خلاصة التنس.كوم (الإنجليزية)
- خوان موناكو على موقع أوليمبيديا (الإنجليزية)
- خوان موناكو على موقع اللجنة الأولمبية الأرجنتينية (الإسبانية)
- Monaco Recent Match Results
- Monaco World Ranking History
- (بالإسبانية) Mónaco celebrated the first ATP title of his career (Juan Mónaco, جييرمو فيلاس and غابرييلا ساباتيني together in Buenos Aires) at Clarín